# TPPP3
TPPP3 (англ. Tubulin polymerization promoting protein family member 3) – білок, який кодується однойменним геном, розташованим у людей на 16-й хромосомі. Довжина поліпептидного ланцюга білка становить 176 амінокислот, а молекулярна маса — 18 985.
| 10         |  | 20         |  | 30         |  | 40         |  | 50         |
| ---------- |  | ---------- |  | ---------- |  | ---------- |  | ---------- |
| MAASTDMAGL |  | EESFRKFAIH |  | GDPKASGQEM |  | NGKNWAKLCK |  | DCKVADGKSV |
| TGTDVDIVFS |  | KVKGKSARVI |  | NYEEFKKALE |  | ELATKRFKGK |  | SKEEAFDAIC |
| QLVAGKEPAN |  | VGVTKAKTGG |  | AVDRLTDTSR |  | YTGSHKERFD |  | ESGKGKGIAG |
| RQDILDDSGY |  | VSAYKNAGTY |  | DAKVKK     |  |            |  |            |

A: Аланін

C: Цистеїн

D: Аспарагінова кислота

E: Глутамінова кислота

F: Фенілаланін

G: Гліцин

H: Гістидин

I: Ізолейцин

K: Лізин

L: Лейцин

M: Метіонін

N: Аспарагін

P: Пролін

Q: Глутамін

R: Аргінін

S: Серин

T: Треонін

V: Валін

W: Триптофан

Задіяний у такому біологічному процесі, як ацетилювання. 
Локалізований у цитоплазмі, цитоскелеті.